# 帕梅利亞 (紐約州)
帕梅利亞（英語：Pamelia）是一個位於美國紐約州傑佛遜縣的鎮。

## 人口
根據2020年美國人口普查的數據，帕梅利亞的面積為92.08平方千米，當中陸地面積為88.32平方千米，而水域面積為3.75平方千米。當地共有人口3343人，而人口密度為每平方千米36人。